# Rogue Valley

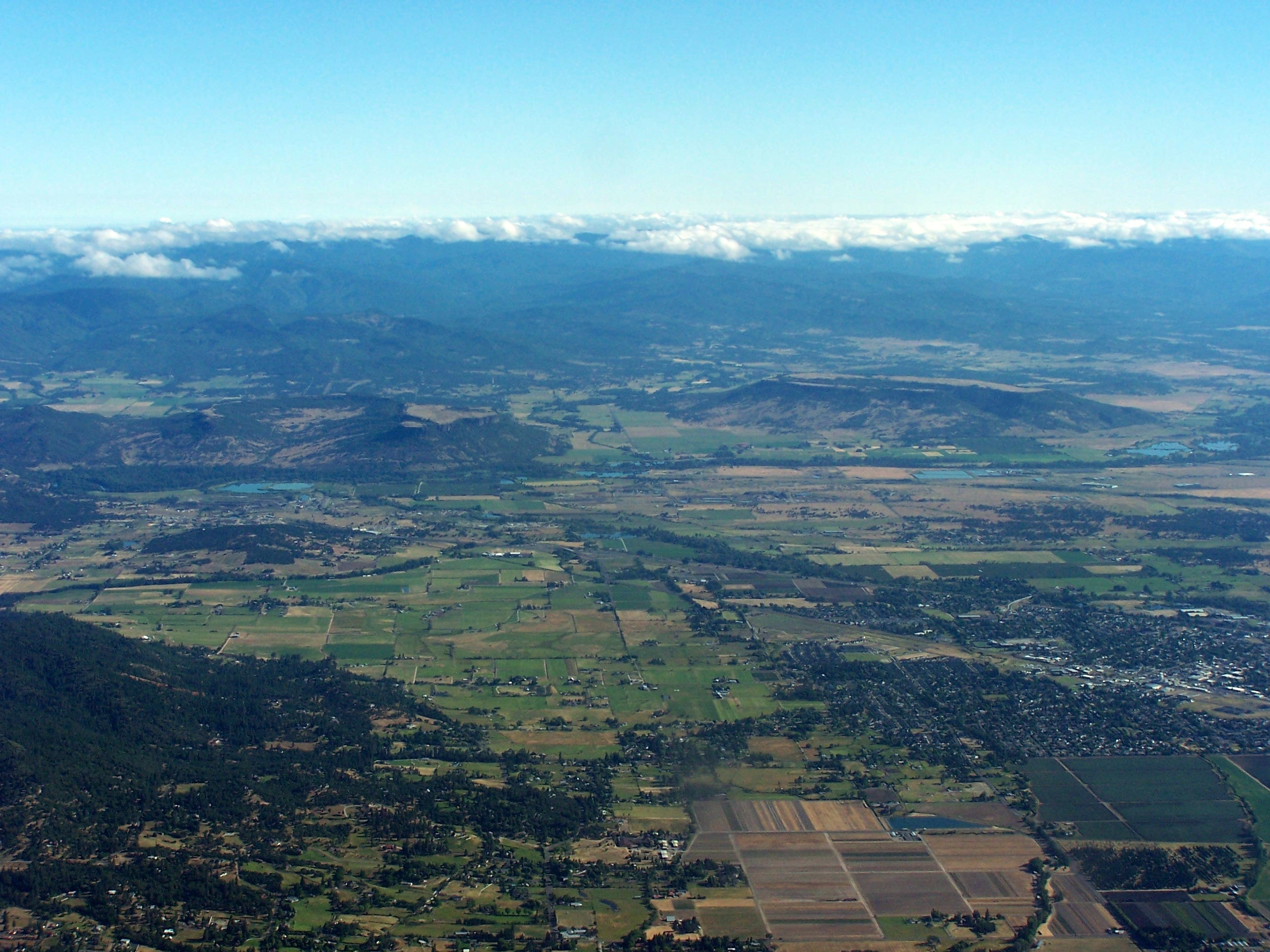
Área central do Rogue Valley

Rogue Valley (vale Rogue) é uma região de vale no sudoeste do Oregon, nos Estados Unidos. Localizado ao longo do rio Rogue e sos seus afluentes nos condados de Josephine e Jackson, o vale constitui o coração cultural e económico do sul do Oregon, perto da fronteira com a Califórnia. As maiores comunidades do Vale Rogue são Medford, Ashland e Grants Pass.
O vale forma um enclave relativamente isolado a oeste da Cordilheira das Cascatas, ao longo do lado norte das Montanhas Siskiyou. Esstá separado da costa próxima por uma secção alta da Southern Coast Coast Oregon. O vale é caracterizado por um clima ameno que permite uma longa estação de crescimento, especialmente para muitas variedades de frutas, nozes e ervas. Uma indústria de manufatura regional está centralizada em Medford, a área mais populosa do vale. Nos últimos anos, o vale surgiu como uma região vitícola e é a localização da Rogue Valley AVA (American Viticultural Area). O clima ameno e o relativo isolamento tornaram o vale um destino popular para a aposentadoria. A comunidade de Ashland é famosa pelo Oregon Shakespeare Festival. A Interstate 5 segue o vale através de Ashland e Medford.
Em 1850 foi descoberto ouro na região.